# Съёмочный период

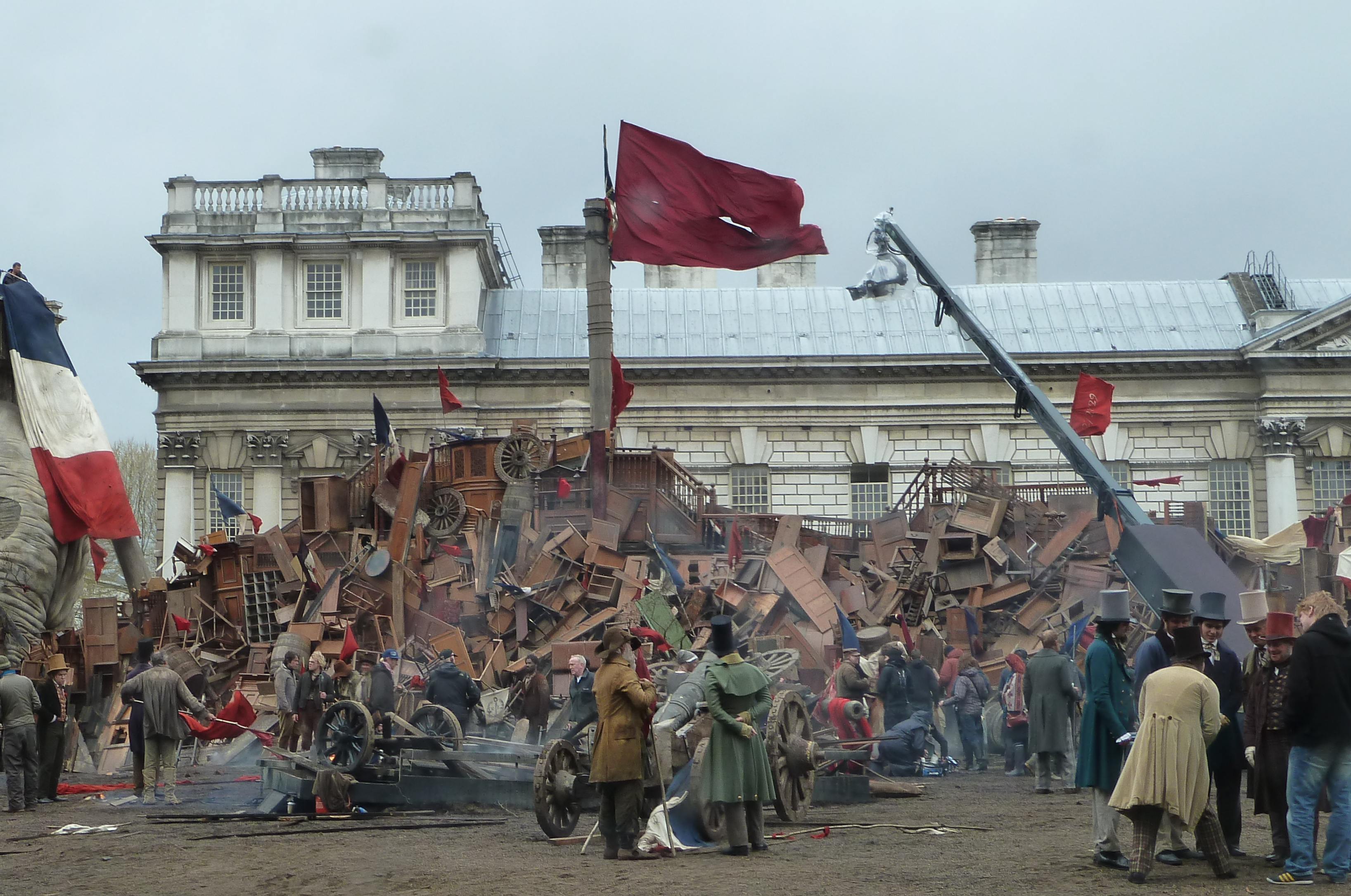
Съемка фильма «Отверженные» в Гринвиче, 2012 год

Съёмочный период — как правило, связующее звено подготовительного периода и монтажно-тонировочного периода в кинопроизводстве. 
Это наиболее ответственный и дорогостоящий этап кинопроизводства. От его успеха и длительности зависит бюджет фильма, и поэтому съёмки требуют максимально тщательного планирования и досконально продуманного подхода. В профессиональном кинематографе полнометражные художественные фильмы снимаются съёмочной группой, которая может включать несколько десятков или даже сотен сотрудников, в зависимости от масштаба и сложности снимаемого материала, и правильная организация съёмок и тщательная своевременная проработка их плана позволяют сократить съёмочный период до минимума. При планировании съёмок важным моментом является обеспечение их бесперебойности и исключение простоев группы.

## Современные технологии
С распространением цифровых технологий процесс кинопроизводства стал отличаться от классического с использованием киноплёнки, и представляет собой различные сочетания оптических и цифровых приемов работы. Некоторые технологические этапы вообще перестали существовать или были изменены. Сегодня не создается кинокартин с использованием исключительно плёночного или цифрового методов создания. Практически, монтажно-тонировочный период проводится при помощи компьютеров.